# Leon Battista Alberti
Leon Battista Alberti   (Gènova, 14 de febrer de 1404 - Roma, 25 d'abril de 1472) fou un arquitecte, matemàtic i poeta genovès. A banda d'aquestes activitats, també fou criptògraf, lingüista, filòsof, músic i arqueòleg essent una de les figures artístiques més polifacètiques del Renaixement.
Alberti pertany a la segona generació d'artistes del Renaixement, i en fou una figura emblemàtica, per la seva dedicació a les més variades disciplines. Es mostrà constantment interessat per la recerca de regles, tant teòriques com pràctiques, capaces d'orientar el treball dels artistes; en les seves obres anomena alguns cànons. Per exemple, a De statua exposa les proporcions del cos humà, en De pictura proporciona la primera definició de la perspectiva científica i per acabar en De re ædificatoria (obra que conclou el 1450) descriu tota la casuística relativa a l'arquitectura moderna, subratllant la importància del projecte, i classifica els diversos tipus d'edificis segons les funcions que han de complir.
L'aspecte més innovador de les seves propostes consisteix a mesclar l'antic i el modern, propugnant la praxi antiga i la moderna, que havia iniciat Filippo Brunelleschi. A més, segons Alberti: "...l'artista en aquest context social no ha de ser un simple artesà, sinó un intel·lectual preparat en totes les disciplines i en tots els terrenys". Una idea hereva de l'enciclopedisme medieval dels doctes, però adaptada a l'avantguarda humanista.
La classe social amb què Alberti es relacionarà és l'alta burgesia culta florentina. Treballà al servei dels mecenes més importants de la seva època: el papat, els Este a Ferrara, els Gonzaga a Màntua, els Malatesta a Rímini.

## Biografia

### La formació humanística
Alberti nasqué a Gènova quan Brunelleschi tenia 27 anys i encara estava en actiu. Era fill natural de Lorenzo Alberti, membre d'una rica família de comerciants i banquers florentins, desterrats de la ciutat toscana el 1401 per motius polítics. De fet, no fou fins al 1434 que Alberti conegué la ciutat de la qual la seva família era originària.
Els seus primers estudis foren de Lletres; primer a Venècia i després a Pàdua, però els abandonà per traslladar-se a la Universitat de Bolònia -la més antiga del món- on començà a estudiar Dret (i potser grec), mentre es preparava en altres disciplines artístiques, entre les que cal assenyalar la música, la pintura, l'escultura, les ciències físiques i matemàtiques, i la filosofia.
Alberti es va dedicar a la literatura des de molt jove, inclús des d'abans d'iniciar els seus estudis. A Bolònia escrigué una comèdia autobiogràfica en llatí, una llengua que dominava amb gran mestria, la Philodoxeos fabula (Amant de la Glòria), amb la qual aconseguí enganyar tots els experts de l'època, que la consideraren original i l'atribuïren a Marco Emilio Lepido, el nom amb què va signar Alberti. També en llatí va compondre diàlegs, els Intercœnales, i el 1428, una obra titulada Deifira, en la qual explicava la manera d'escapar d'un amor que s'hagués iniciat amb mal peu, inspirat amb tota probabilitat en vivències personals.
Després de la mort del seu pare el 1421, Alberti tingué fortes diferències amb la família, amb l'afegit de problemes econòmics. Aquesta situació l'impulsà a prendre els vots religiosos, per començar la carrera eclesiàstica. El 1431 es convertí en secretari del patriarca de Grado (Gorizia), el 1432 es traslladà a Roma, on fou nomenat "abreviador apostòlic" (el seu paper era rubricar els "breus apostòlics", les disposicions papals enviades als bisbes). Durant 34 anys treballà com abreviador, vivint entre Roma, Ferrara, Bolònia, Florència, Màntua i Rímini.
El 1433 Alberti començà a redactar quatre llibres en llengua vulgar, l'italià de l'època parlat a la regió toscana: els Llibres de la Família, que són considerats com la seva obra mestra, i que finalitzà el 1441. Reprodueixen un diàleg apòcrif que tingué lloc a Pàdua el 1421. En el debat hi participen diversos membres de la família Alberti, personatges reals. S'hi enfronten dues visions oposades: d'una banda, hi apareix la mentalitat emergent, burgesa i moderna, i de l'altra la tradició, una mentalitat clàssica unida al passat. L'anàlisi del llibre és una visió dels principals aspectes de la vida social de l'època; el matrimoni, la família, l'educació, la gestió econòmica de la família, i les relacions socials.
Tot i haver escrit nombrosos textos en llatí, llengua a la qual li reconeixia un gran valor cultural i unes qualitats expressives superiors, Alberti fou un fervent defensor de la llengua vulgar, ja que la considerava més adequada a les exigències d'una societat naixent en permanent transformació. L'experiència del Certame coronario, una competició de poesia dedicada al tema de l'amistat, que tingué lloc a Florència el 1441, serví com a confirmació de la importància i valor de la llengua vulgar. A la idea d'aquest concurs cal atribuir-li les proves de diverses líriques desenvolupades per Alberti, recollides i publicades successivament amb el títol de Rimes, gairebé totes amb temàtica amorosa, però molt originals i innovadores tant en l'estil com en la mètrica. Es tracta d'un dels primers exemples en la literatura italiana del recurs a una mètrica "bàrbara".

### Activitat com a arquitecte

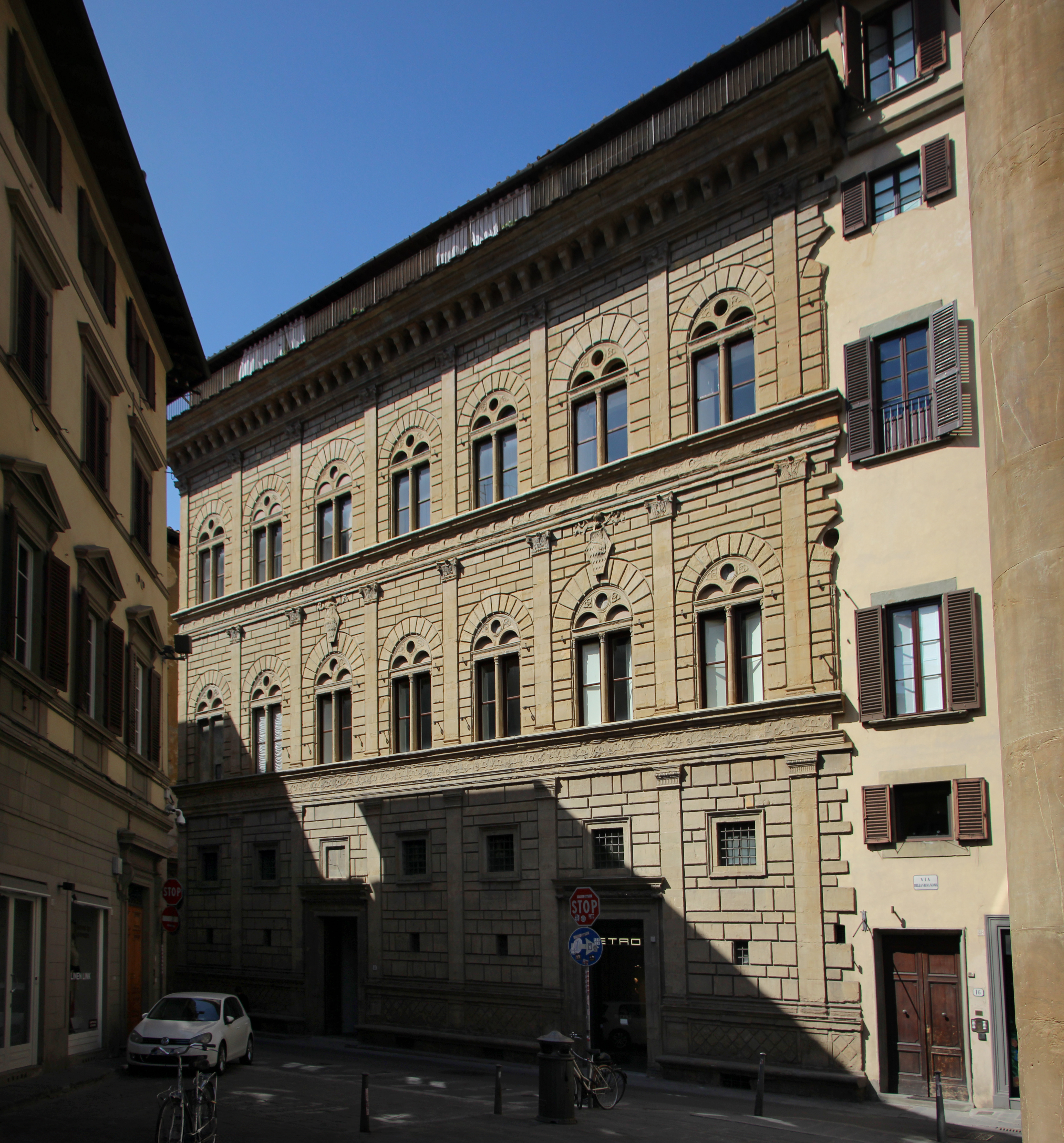
Palau Rucellai, Florència

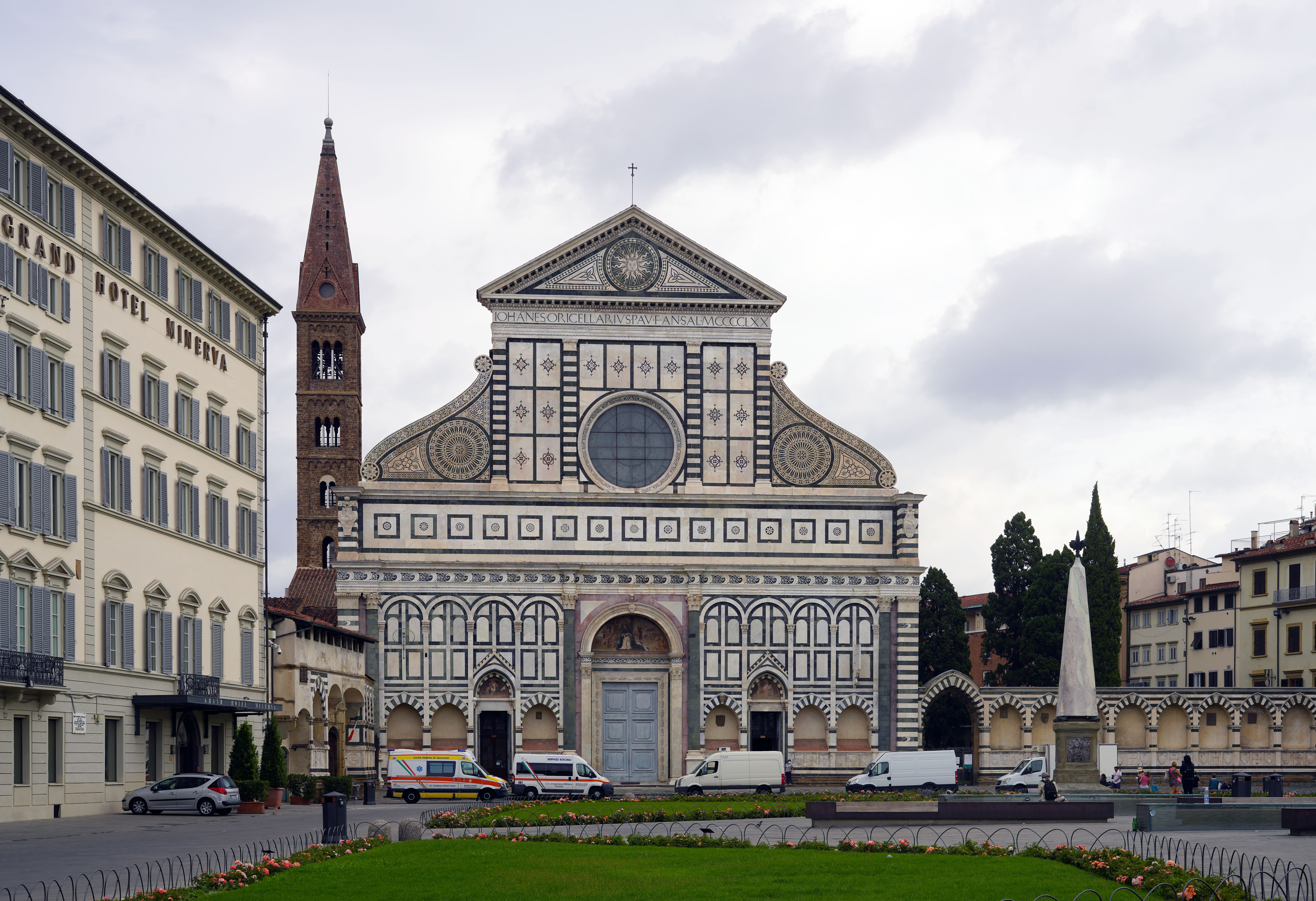
Santa Maria Novella, Florència

Treballà com a arquitecte sobretot per a Giovanni di Paolo Rucellai, comerciant i humanista, amic íntim seu i de la seva família.
Per encàrrec de Rucellai el 1456 projectà la finalització de la façana de l'església de Santa Maria Novella, que havia quedat inacabada el 1365 al primer nivell d'arcades. Alberti es trobà amb el problema d'haver d'integrar elements d'èpoques anteriors: a sota hi havia les tombes flanquejades per arcs apuntats i les portades laterals, també apuntades; en canvi, a la part superior ja estava establerta l'alçada de la rosassa en la qual, en la part inferior, inserí al centre una portada clàssica, i hi col·locà una sèrie d'arquets, amb una franja de marbre per tal de separar i emmascarar les contradiccions entre els dos nivells. El factor d'unificació més poderós entre ambdues parts fou completar la composició amb incrustacions de marbre inspirades en el romànic florentí, com a la façana de l'església florentina de San Miniato.
De fet, la façana s'inscriu perfectament en un quadrat el costat del qual coincideix amb la línia de base de l'església. Dividint en quatre aquest quadrat, se n'obtenen quatre de menors equivalents a les parts fonamentals de la façana: dos d'ells comprenen la zona inferior; mentre un en comprèn la part superior.
El 1447 se li encarrega la construcció del palau de la família Rucellai. La seva intervenció se centra a la façana, sobre una base que imita l'opus reticulatum romà, realitzada entre el 1450 i el 1460, i formada per tres plans superposats, separats horitzontalment per cornises; la superposició de fileres de columnes amb diferents ordres té un origen clàssic, i es basa en el Coliseu: dòriques al pis inferior, jòniques al pis noble i corínties al segon. El palau passarà a ser model per a totes les posteriors construccions de residències senyorials.

## Alberti teòric
Un dels vessants més importants d'Alberti són els seus tractats teòrics, gràcies als quals coneixem el seu pensament artístic. És original el concepte que té de l'art i la definició de la idea. La funció de l'arquitecte és matemàtica; crear, donar proporcions. La tasca de l'aparellador la fan els seus deixebles, que són els que resolen els problemes a l'obra. L'arquitecte és qui la inventa.

### ElDe Pictura(1436)
Quan tornà a Florència el 1434 Leon Battista Alberti, s'interessà per l'obra dels innovadors florentins (Filippo Brunelleschi, Donatello i Masaccio). Del 1436 data De Pictura, que el mateix Alberti traduí al toscà amb el títol "Della pittura", obra que dedica a Brunelleschi. En aquest tractat dona regles sistemàtiques a les arts figuratives. El tractat es basa principalment en Euclides. En la introducció marca la distinció entre la forma present -la palpable- i la forma aparent -la que s'apareix a la vista, que varia segons la llum i el lloc-, a la qual s'hi afegí la teoria dels raigs visuals. Després tracta dels colors: el vermell, el blau, el verd i el groc (en correspondència amb els quatre elements) que Alberti defineix com colors fonamentals. El blanc i el negre no els defineix com a colors, sinó com a modificació de la llum. També hi descriu el mètode perspectiu segons principis geomètrics.

### De re ædificatoria(1450)
Un complet tractat d'arquitectura en tots els aspectes teòrics i pràctics pel que fa a la professió de l'arquitecte. L'obra no fou publicada fins uns anys més tard de la seva mort el 1485.

### ElDe statua(1464)

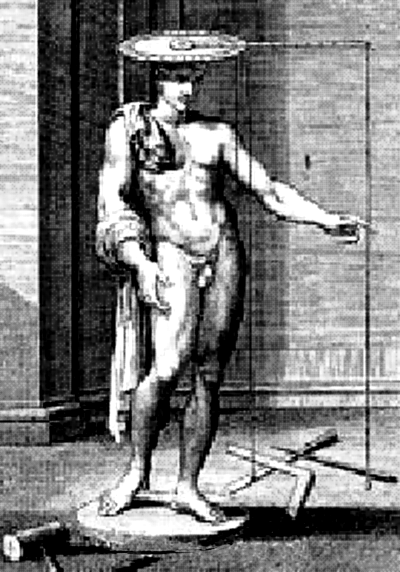
El definitor, instrument inventat per Leon Battista Alberti

L'any 1464 escrigué el tractat De statua en el qual defineix l'escultura, tant la que afegeix como la que treu, dividint-la en tres modes segons la tècnica usada: 
- Afegir i treure, escultures amb materials tous: terra i cera;
- Treure, escultura en pedra;
- Afegir, o sigui el realç, sobre metall.

Alberti fixa les regles de procediment amb dos mètodes: dimensio i definitio. El primer utilitza escaire i regle i la teoria de les proporcions. El segon, utilitza un instrument que el mateix Alberti havia inventat, el definitor, amb l'objectiu de calcular les variables temporals produïdes pel moviment del model.

## Escrits
- “Apologies i elogis”
- Cena Familiaris
- De Amore
- De equo animante (El caball viu)
- De Iciarchia
- De re aedificatoria De re aedificatoria
- Deifira
- De lunularum quadratura
- De Pictura
- Ecatonfilea
- “Elements de Pintura”
- "Els avantatges i els desavantatges de les lletres"
- Epístola consolatòria
- “Gramàtica de la llengua toscana”
- Intercœnales
- “Historieta amorosa entre Leonora de Bardi e Ippolito Bondelmonti”
- “Els llibres de la família”.
- Ludi matematici
- “Momo o del príncep”
- Naufragus
- Profugiorum ab ærumna libri III
- “Sentències pitagòriques”
- Sofrona
- Theogenius
- Uxoria
- Villa.

### Traduccions catalanes
- Els avantatges i els desavantatges de les lletres. Traducció d'Alejandro Coroleu. Adesiara: Martorell, 2018.[4]